# Radio Sousse
Radio Sousse (arabe : راديو سوسة) est une radio privée de Tunisie lancée le 21 janvier 1937 en même temps que Radio Tunis (rebaptisée Radio Carthage en 1939).
Possédée par la famille Costa, comme Radio Sfax, la radio disparaît comme toutes les radios privés de Tunisie à la suite de l'armistice de 1940,.